# Wallaba albopalpis
Wallaba albopalpis là một loài nhện trong họ Salticidae.
Loài này thuộc chi Wallaba. Wallaba albopalpis được Elizabeth Maria Gifford Peckham & George William Peckham miêu tả năm 1901.